# Moira (Nordirland)
Moira (irisch Maigh Rath ‚Ebene der Ringforts‘) ist eine Stadt in der historischen Grafschaft Down in Nordirland, zwischen Lisburn und Lurgan. Die Stadt gehörte zum aufgelösten District Down und gehört seit 2015 zum District Newry, Mourne and Down. Die Einwohnerzahl betrug beim Zensus im Jahre 2001 3682 Personen.

## Beschreibung
Moira ist eine Stadt mit ständig wachsender Bevölkerungszahl, die in den Jahren zwischen 1990 und 2000 mehrmals die Auszeichnung als „Besterhaltene Kleinstadt“ erringen konnte. Grund war unter anderem die historische Bausubstanz und der gepflegte Blumenschmuck in der Main Street. Die Gemeinschaft der Stadt stützt sich auf ein reges gesellschaftliches und religiöses Zusammenleben; Moira besitzt in und um die Stadt fünf Kirchensprengel. In der 1725 erbauten St. Johns-Kirche war William Butler Yeats, der Großvater des Dichters William Butler Yeats, 1835 Hilfspfarrer.
Das Rathaus (Town Hall) wurde um 1800 errichtet. Im Stadtpark sind noch Grundmauern von Moira Castle zu sehen, einst Stammsitz der Earls of Moira. Eines der ältesten noch erhaltenen Gebäude ist Berwick Hall, ein reetgedecktes Freibauern-Haus von 1700.
Die Bevölkerung setzt sich zusammen aus 24,3 % unter 16-Jährigen und 13,8 % über 60-Jährigen, 48,8 % sind männlich, 51,2 % weiblich, 13 % sind Katholiken und 82,6 % Protestanten.

## Geschichte
In der Erzählung Cath Maige Rátha („Die Schlacht von Mag Ráth“) der Irischen Mythologie führt Congal Claen, der König von Ulster, Krieg gegen den irischen Hochkönig Domnall mac Aeda und es kommt im Jahre 637 zur Schlacht bei Mag Ráth („Ebene der Ringforts“ - Moira), die drei Tage lang dauert. Die Truppen von Ulster und die mit ihnen verbündeten Schotten erleiden eine vernichtende Niederlage und Congal Claen wird getötet.
Francis Rawdon-Hastings, 1. Marquess of Hastings (1754–1826), geboren in Moira, war von 1813 bis 1823 Generalgouverneur von Britisch-Indien.
Am 20. Februar 1998 explodierte eine 500-Pfund-Autobombe in der Nähe der Polizeistation und verletzte 11 Personen. Die Bombe wurde vermutlich von der „Real Irish Republican Army“ (RIRA), einer Splittergruppe der IRA, gelegt.